# Шибир-хан Тюрк-шад
Шибир-хан Тюрк-шад (кит. упр. 始畢可汗, пиньинь shibikehan, устар. Шиби-хан Дуги; личное имя кит. упр. 阿史那咄吉(世), пиньинь ashina duojishi — Ашина Доцзи(ши)) — каган Восточно-тюркского каганата с 609 по 619 год. Пользуясь крушением Суй, привёл недавно бессильный каганат к необычайному могуществу.

## Правление
В конце 608 (начале 609) умирает Жангар Киминь-каган и его сын Тюрк-шад становится каганом. В отличие от предыдущих каганов, Тюрк-шад был не избран на съезде князей, а назначен Суй Ян-ди. По обычаю тюрков он женится на Ичжэн — своей мачехе и жене отца. Следующие 5 лет правления прошли в относительном спокойствии. Хотя суйские чиновники пытались ослабить кагана и раздробить тюрок, их действия не принесли особых результатов, но отношение Шабир-хана к Суй испортилось.
К 615 году безумные авантюры Суй Ян-ди довели Китай до крестьянской войны. Скрываясь от проблем, император переехал на север в город Фэнъянгун. Когда Шабир-хан узнал, что император слабо охраняется и находится неподалёку, он решил действовать и напасть на него. Шабир-хан собрал тюркское войско для нападения на Ян-ди. Ичжэн успела предупредить императора и тот укрылся в крепости Яньмэнь в Великой Стене. У Ян-ди было 150 000 солдат, но тюрки окружили и постоянно обстреливали крепость, они сожгли все незащищённые города на севере. На помощь императору двинулись войска под командованием Ли Юаня и отогнали тюрок от Яньмэня. Ли Юань соединился с наёмными войсками и напал на Ордос, где убил 2 000 тюрок. Война продлилась до конца 616, но не принесла значительных результатов.
В 617 году Суйская империя фактически перестала существовать. Неожиданно тюрки снова (с 570-х) оказались мощнейшей силой в Восточной Азии, а Шабир-хан получил реальную возможность завоевать Китай. Он договорился с императрицей Сяо о предоставлении ей защиты и убежища в городе Динсян. Губернаторы и чиновники Се Цзюй, Доу Цзяньдэ, Ван Шичун, Лю Учжоу, Лян Шиду, Ли Гуй, Гао Кайдао стали вассалами кагана, при условии сохранения земель. О подчинении тюркам заявили кидани, шивэй-татары, Тогон, Гаочан. Вследствие этого Шабир-хан при желании мог бы собрать миллионную армию.
В 618 году Ли Юань — Тан Гао-цзу, укрепившийся в Тайюане, отправил к кагану Лю Выньцзина с дарами и предложил альянс. Каган согласился и отправил 2 000 коней, 500 воинов для охраны Тайюаня и ещё 1500 воинов с Дэлэ Каншаоли. Каган отправил Гудулу Дэлэ в Тайюань, его отлично приняли там и посадили подле Ли Юаня, но он сообщил, что Ли Юань способен вновь объединить Китай, а это нехорошо для тюрок.
В 619 Шабир-хан пересёк Хуанхэ, соединился с Лян Шиду у Хячжоу. У него было всего 500 воинов и каган рассчитывал быстро соединиться с войсками Лю Учжоу и незамедлительно атаковать Тайюань. Неожиданно каган заболел и умер.
Смерть кагана была удачей для Гао-цзу. Он решил сделать вид, что не знал о последнем намерении кагана, объявил траур, отправил тюркам соболезнования и 30 000 кусков шёлка «для похорон» (замаскированная дань). Младший брат кагана Силиг-бег-шад стал каганом.